# Lamballe
Lamballe (bretonsko Lambal) je naselje in občina v francoskem departmaju Côtes-d'Armor regije Bretanje. Leta 2007 je naselje imelo 11.261 prebivalcev.

## Geografija
Kraj leži v pokrajini Bretaniji ob reki Gouessant, 20 km jugovzhodno od središča Saint-Brieuca.

## Uprava
Lamballe je sedež istoimenskega kantona, v katerega so poleg njegove vključene še občine Andel, Coëtmieux, Landéhen, La Malhoure, Meslin, Morieux, Noyal, Pommeret, Quintenic in Saint-Rieul z 18.588 prebivalci.
Kanton Lamballe je sestavni del okrožja Saint-Brieuc.

## Zgodovina
Lamballe je središče zgodovinskega ozemlja grofije Ponthièvre.
Občina Lamballe je nastala 1. januarja 1973 z združitvijo nekdanjih občin, prvotne Lamballe in Maroué, La Poterie, Saint-Aaron ter Trégomar.

## Zanimivosti
- Notredamski kolegial,
- Muzej ljudske umetnosti Mathurin-Méheut, muzej lončarstva,
- menhir iz Trégomarja.

## Pobratena mesta
- Oliveira do Bairro (Portugalska);